# Mauricio Molina (Radsportler)
Mauricio Ignacio Molina Vergara (* 23. August 2001) ist ein chilenischer BMX-Rennfahrer.

## Sportlicher Werdegang
Molina fing im Alter von sieben Jahren mit BMX-Fahren an. Als Junior war er 2018 und 2019 chilenischer Meister; international konnte er sich mit der Bronzemedaille bei den Weltmeisterschaften 2018 auszeichnen. Er vertrat Chile auch bei den Olympischen Jugendspielen 2018, wo er mit der Mannschaft Achter wurde. Zugleich nahm er ein Studium an der Universidad Santo Tomás auf.
2020 wurde er beim ersten Anlauf chilenischer Meister in der Elite. Im Jahr darauf war er Vierter bei den Panamerika-Meisterschaften. 2022 profitierte er von der allgemeinen Einführung von U23-Wettkämpfen im BMX-Rennsport; in dieser Kategorie wurde er Panamerika-Meister, siegte bei den Bolivarischen Spielen und kam mehrfach ins Finale des Weltcups 2022, wo er in Bogotá schließlich einen Lauf gewann. Bei den Weltmeisterschaften 2022 kam er ins Finale des U23-Rennens und wurde Achter. Auch 2023 erreichte er das WM-Finale der U23, diesmal mit Platz 5.
2024 rückte Molina altersbedingt in die Elite-Kategorie auf. Nach einem 17. Platz bei den Panamerika-Meisterschaften und einem 18. Platz als bestem Resultat im Weltcup erreichte er bei den Weltmeisterschaften von Rock Hill etwas überraschend das Elite-Finale, wo er den siebten Rang belegte. Beim olympischen BMX-Rennen 2024 erreichte er das Halbfinale und schied dort durch einen Sturz aus, bei dem er sich das Schlüsselbein brach.

## Erfolge
2018
 Chilenischer Meister (Junioren)
 Weltmeisterschaften (Junioren)
2019
 Chilenischer Meister (Junioren)
2020
 Chilenischer Meister
2022
 Panamerika-Meister (U23)
 Bolivarische Spiele (U23)
Weltcup-Sieg in Bogotá (U23)
2023
 Chilenischer Meister